# Sourou
Sourou ist eine von 45 Provinzen Burkina Fasos, benannt nach dem gleichnamigen Fluss. Die Hauptstadt ist Tougan.

## Liste der Departements/Gemeinden
| Nr. | Departement/Gemeinde |
| --- | -------------------- |
| 1   | Di                   |
| 2   | Gomboro              |
| 3   | Kassoum              |
| 4   | Kiembara             |
| 5   | Lanfiéra             |
| 6   | Lankoué              |
| 7   | Toéni                |
| 8   | Tougan               |